# Pasu Sar
El Pasu Sar, també anomenada Passu Sar o Pasu I, és una muntanya de la Batura Muztagh, una serralada secundària del gran massís del Karakoram, al Pakistan. Amb els seus 7.476 metres és la 54a muntanya més alta de la Terra. El cim es troba a la carena principal de la Batura Muztagh, uns 7 km a l'est del Batura Sar i juntament amb el seu cim veí del Pasu Diar (també Pasu Est o Pasu II) de 7.284 metres forma el massís de Pasu.

## Ascensions
La primera ascensió d'aquest cim va tenir lloc el 7 d'agost de 1994 pels alpinistes alemanys Max Wallner, Dirk Naumann, Ralf Lehmann i Volker Wurnig, en un ascens i descens fet amb esquís.
El Pasu Diar havia estat escalat el 1978 per l'aresta sud.